# Favola in Musica
Eine Favola in Musica (deutsch: „Fabel, gesetzt in Musik“) ist eine Frühform der musikalischen Gattung Oper. Text und Musik stehen gleichwertig nebeneinander; die Bezeichnung kam auf, als Claudio Monteverdi seine Oper L’Orfeo so titulierte.
Die Favola in Musica setzt hauptsächlich den Sologesang ein (siehe Monodie), der vorher kaum in der Musik vorkam. Wegen der größeren Bedeutung des Textes in der Favola in Musica wird auf komplizierte Musikbegleitung verzichtet – die Musik während des Gesangs wird als Unterstützung des Textes angesehen. Um dem Naturell der Favola in Musica zu entsprechen, ließen die Komponisten den Sologesang nur von einer Instrumentengruppe begleiten, die auf das Spielen von Akkorden beschränkt waren. Dabei begingen die Komponisten nach der damaligen traditionellen Musiklehre auch Satzfehler und wurden von traditionsverbundenen Komponisten kritisiert.
Um den neuen Kompositionsstil der Favola in Musica von dem alten Polyphonie-bestimmten Kompositionsstil zu unterscheiden, nannte Monteverdi den herkömmlichen Stil „Prima pratica“, den neuen Kompositionsstil „Seconda pratica“.
Mit der Favola in Musica begann sich die Oper in Richtung ihrer Konzeption als Gesamtkunstwerk zu bewegen.